# Loose (album B’z)
LOOSE – ósmy album studyjny japońskiego zespołu B’z, wydany 22 listopada 1995 roku. Osiągnął 1 pozycję w rankingu Oricon i pozostał na liście przez 32 tygodnie, sprzedał się w nakładzie 3 003 210 egzemplarzy. Album zdobył status potrójnej płyty Milion oraz nagrodę „Grand Prix Album” podczas rozdania 10th Japan Gold Disc Award.

## Lista utworów
| Nr  | Tytuł                                                   | Czas |
| --- | ------------------------------------------------------- | ---- |
| 1.  | „spirit loose”                                          | 1:04 |
| 2.  | „The Loose” (jap. ザ・ルーズ Za Rūzu)                   | 3:32 |
| 3.  | „Negai („BUZZ!!” STYLE)” (jap. ねがい („BUZZ!!” STYLE)) | 5:01 |
| 4.  | „Yumemigaoka” (jap. 夢見が丘)                           | 4:40 |
| 5.  | „BAD COMMUNICATION (000-18)”                            | 4:57 |
| 6.  | „Kienai niji” (jap. 消えない虹)                         | 3:37 |
| 7.  | „love me, I love you (with G Bass)”                     | 3:20 |
| 8.  | „LOVE PHANTOM”                                          | 4:40 |
| 9.  | „Teki ga inakerya” (jap. 敵がいなけりゃ)                | 3:14 |
| 10. | „Suna no hanabira” (jap. 砂の花びら)                    | 3:41 |
| 11. | „Kireina ai janakute mo” (jap. キレイな愛じゃなくても)  | 4:04 |
| 12. | „BIG”                                                   | 2:53 |
| 13. | „drive to MY WORLD”                                     | 4:09 |
| 14. | „spirit loose II” (Hidden track)                        | 0:59 |

## Notowania
| Lista                                 | Pozycja |
| ------------------------------------- | ------- |
| Oricon Weekly Albums Chart            | 1       |
| Oricon Yearly Albums Chart (rok 1996) | 3       |

## Muzycy
- Tak Matsumoto: gitara, kompozycja i aranżacja utworów
- Kōshi Inaba: wokal, teksty utworów, chórek, aranżacja (#2-6, #10-13)
- Daisuke Ikeda: aranżacja (#2, #6-8, #11)
- Masao Akashi: bas (#9), aranżacja (#2-3, #7, #9, #11, #13)
- Kōki Itō: bas (#4-6)
- Masahiko Masuda: bas (#10)
- Jun Aoyama: perkusja (#2-7, #9, #11, #13)
- SOUL TOUL: perkusja (#10)
- Akira Onozuka: Piano Organ Synthesizer (#3-6, #9-13), programowanie
- Takanobu Masuda: organy (#9)
- Shirō Sasaki: trąbka (#2-3, #7)
- Futoshi Kobayashi: trąbka (#2-3, #7)
- Shin Kazuhara: trąbka (#9)
- Kenichirō Hayashi: trąbka (#9)
- Hideaki Nakaji: puzon (#2-3, #7)
- Eijirō Nakagawa: puzon (#9)
- Makoto Hirahara: saksofon (#9)
- Akemi Mori: sopran operowy (#8)